# کاپشن

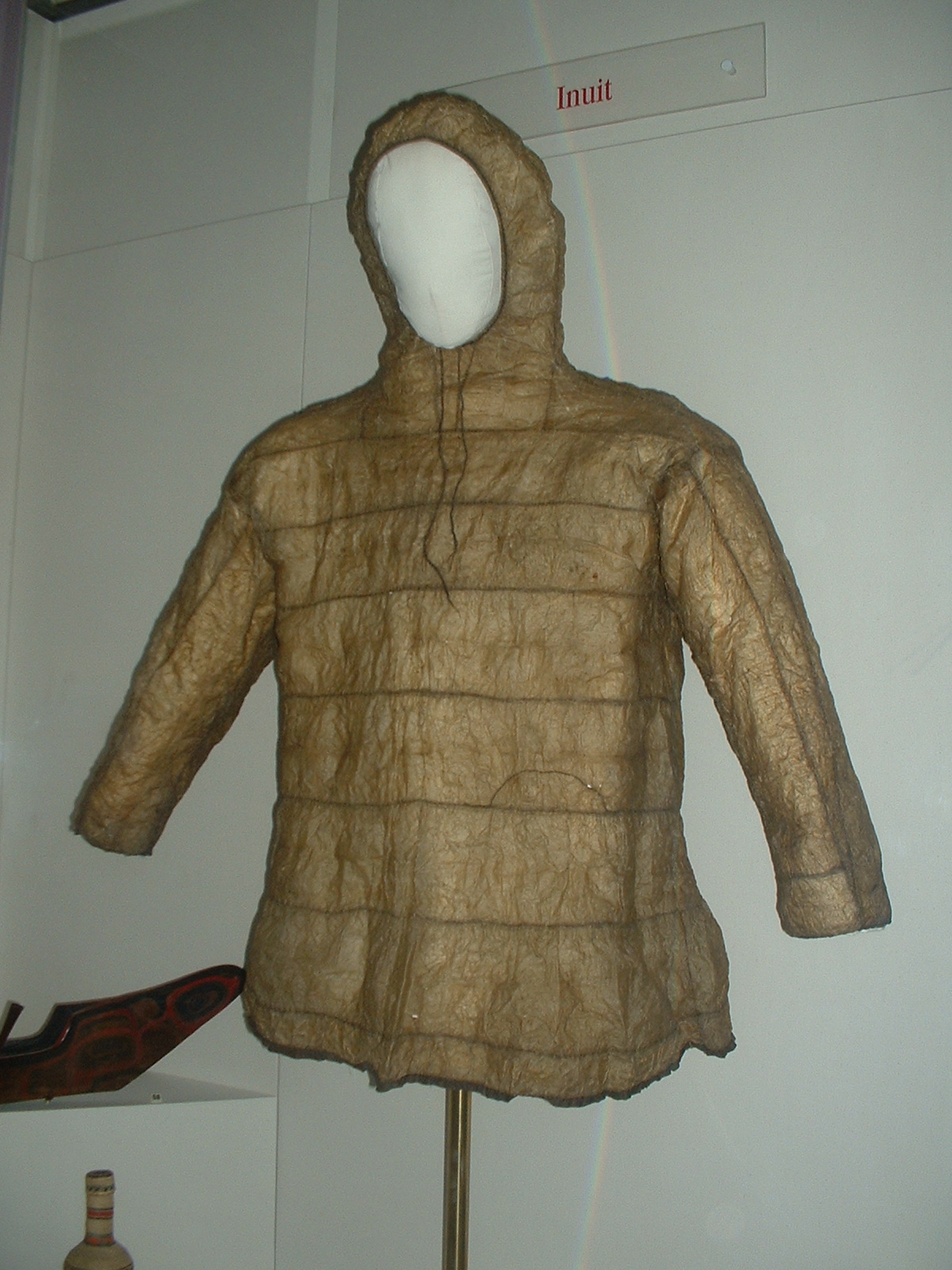
نمونه‌ای از کاپشن سنتی

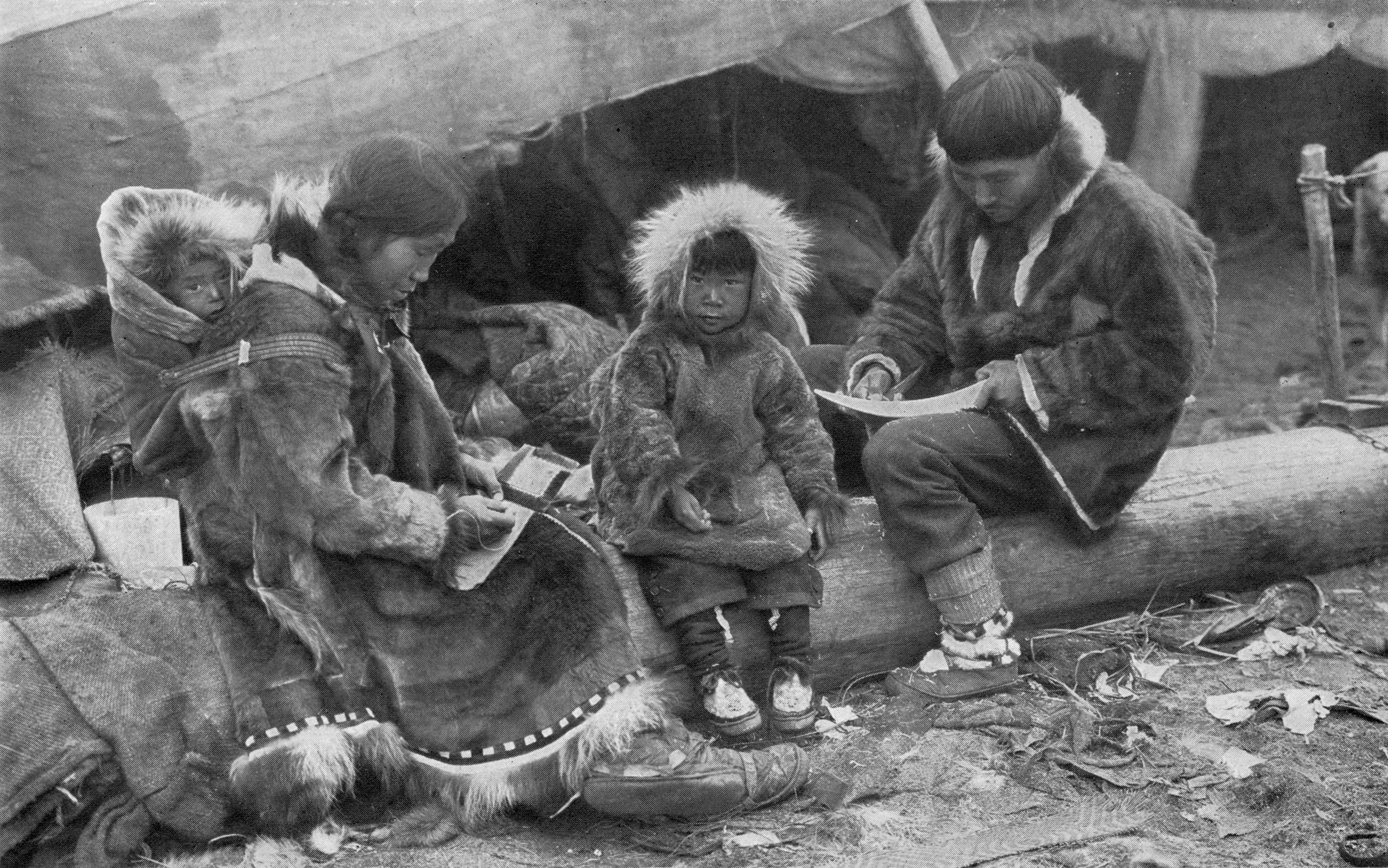
نمونه‌ای از کاپشن سنتی بر تن

کاپشن یا کاپیشان (به روسی: Капюшон) (Капюшон) یک وام واژه از زبان روسی است که در اصل به معنای «بالاپوش» است و معادل انگلیسی آن، Hood است، ولی در ایران به معنای نوعی ژاکت سنگین است که بیش‌تر آن‌ها دارای کلاه هستند و برخی نیز دارای کلاه پنهانی در پشت هستند. این نوع پوشش در گذشته بیشتر از جنس چرم بود و امروزه از الیاف مصنوعی مانند پلی‌استر و نایلون هم تولید می‌شود.
کاپشن لباسی است که به حفظ گرمای بدن و جلوگیری از یخ‌زدگی آن در برابر سرما و باد کمک می‌نماید.